# دلول (بركان)
دلول (بالإنجليزية: Dallol)‏ هو بركانٌ مخروطي الرماد في منخفض دناكل إلى الشمال الشرقي من نطاق إرتا أليه في إثيوبيا. تشكلَ عبر تداخل الصهارة البازلتية في رواسب الملح الميوسين مع نشاطٍ حراري مائي لاحق. وقع الثوران البركاني التدفقي في عام 1926، ثم تشكل بركان دلول، وتوجد العديد من الفوهات البركانية على مسطحاتٍ قشرة ملحية قريبة. تُعتبر هذه الفوهات أخفض الفتحات البركانية التحهوائية المعروفة في العالم، حيث تقع على ارتفاع 45 متر (150 قدم) أو أكثر تحت مستوى سطح البحر. في أكتوبر 2004، تضاءلت حجرة الصهارة الضحلة الموجودة أسفل بركان دلول وزودت تداخلات الصهارة جنوبًا تحت الصدع. حدث انفجار ثوراني في يناير 2011.
ظهرت العديد من الينابيع الساخنة التي تُخرج محلول ملحي وسائل حامضي.
```
تشتمل رواسب بركان دلول على كتلٍ كبيرة من 
البوتاس
 الموجودة مباشرة على السطح.
[
5
]
```

صيغَ مُصطلح «دلول» من قبل شعب عفر، وهو يعني الانحلال أو التفكك، ويصف منظرًا طبيعيًا للبرك الحمضية الخضراء (قيم الأس الهيدروجيني أقل من 1) وأكسيد الحديد والكبريت والسهول الصحراوية المالحة. تشبه المنطقة مناطق الينابيع الحارة في يلوستون بارك.

## معرض الصور

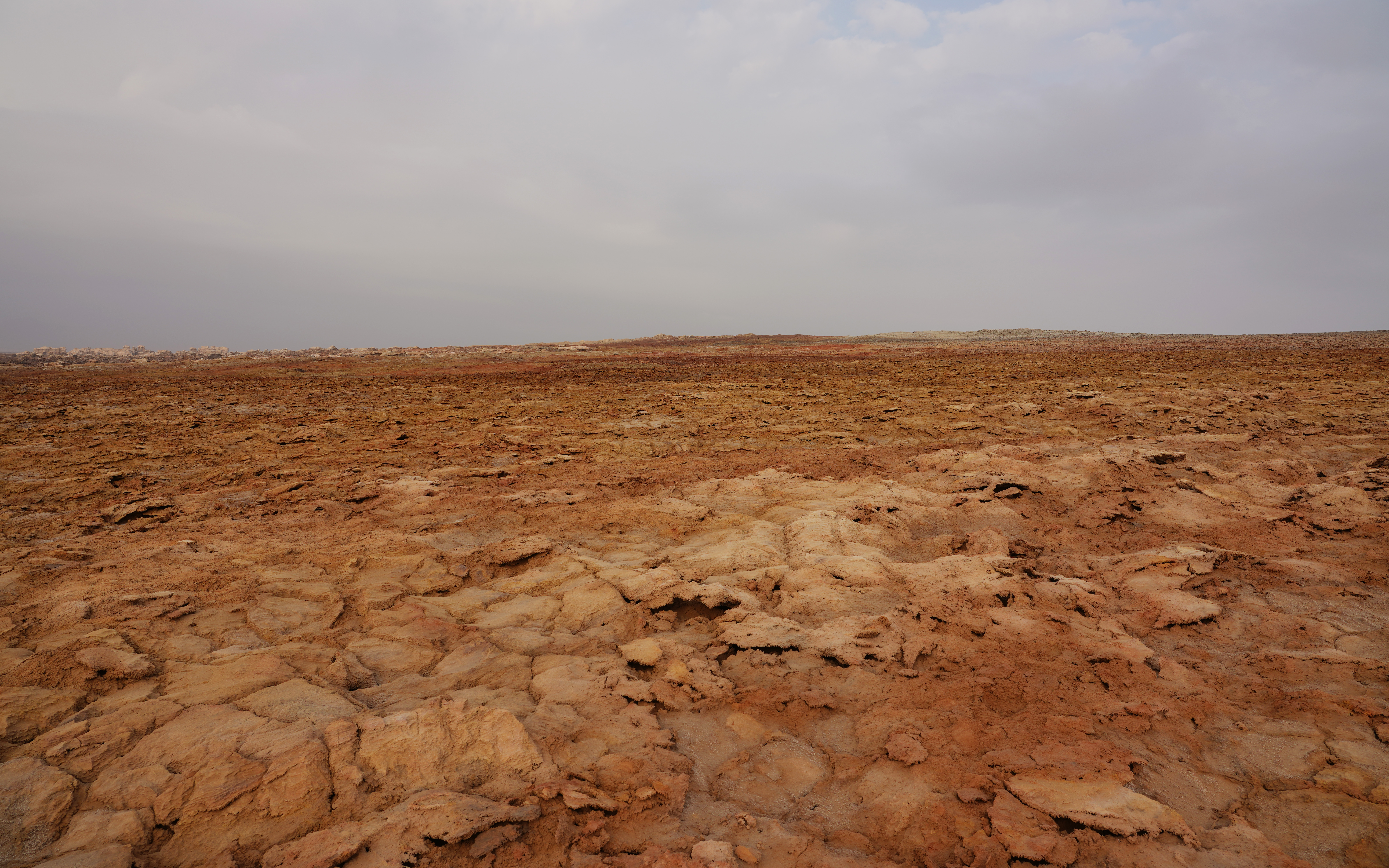
صحراء دلول كما ترى من دلول
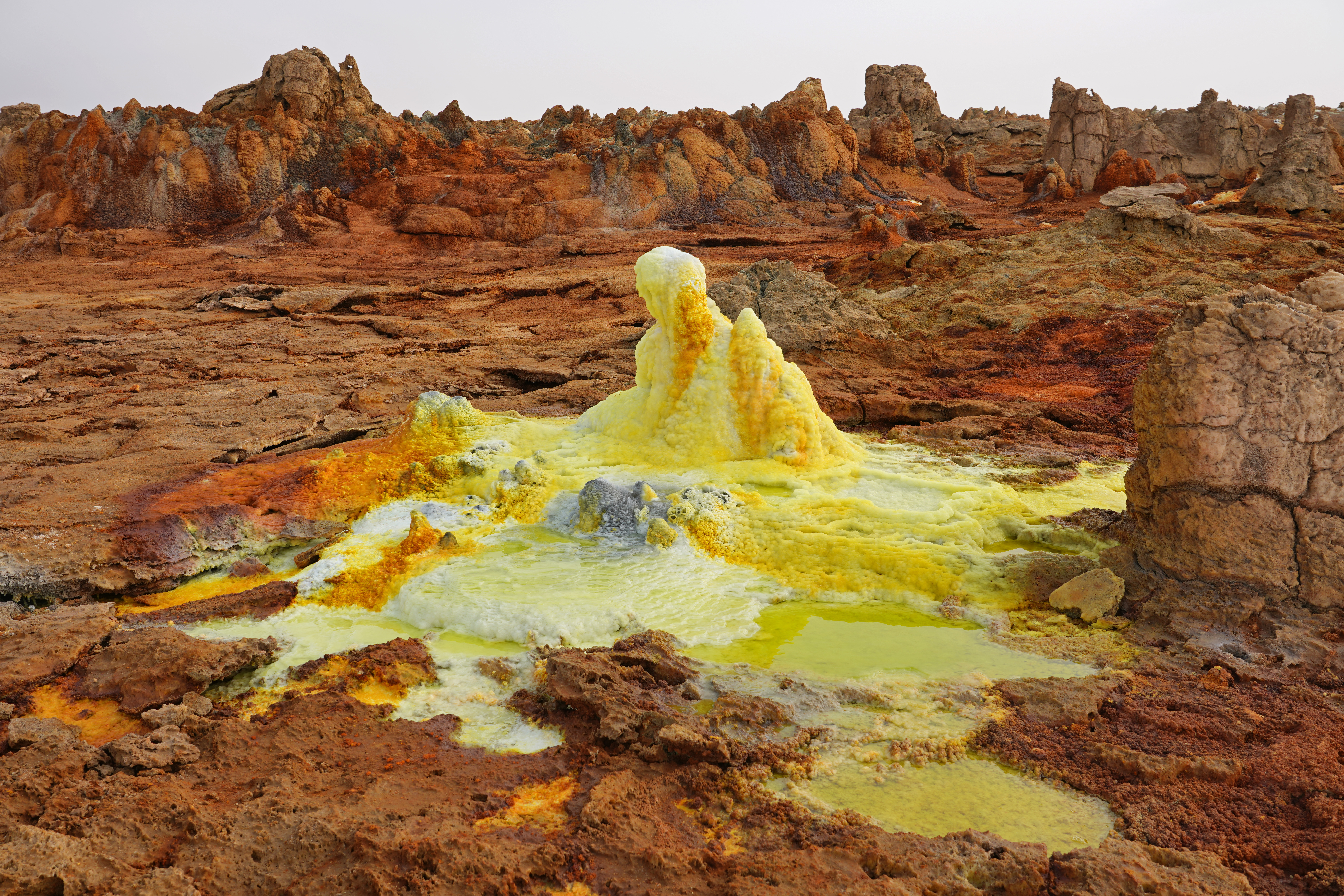
تكونات الملح والكبريت في دلول
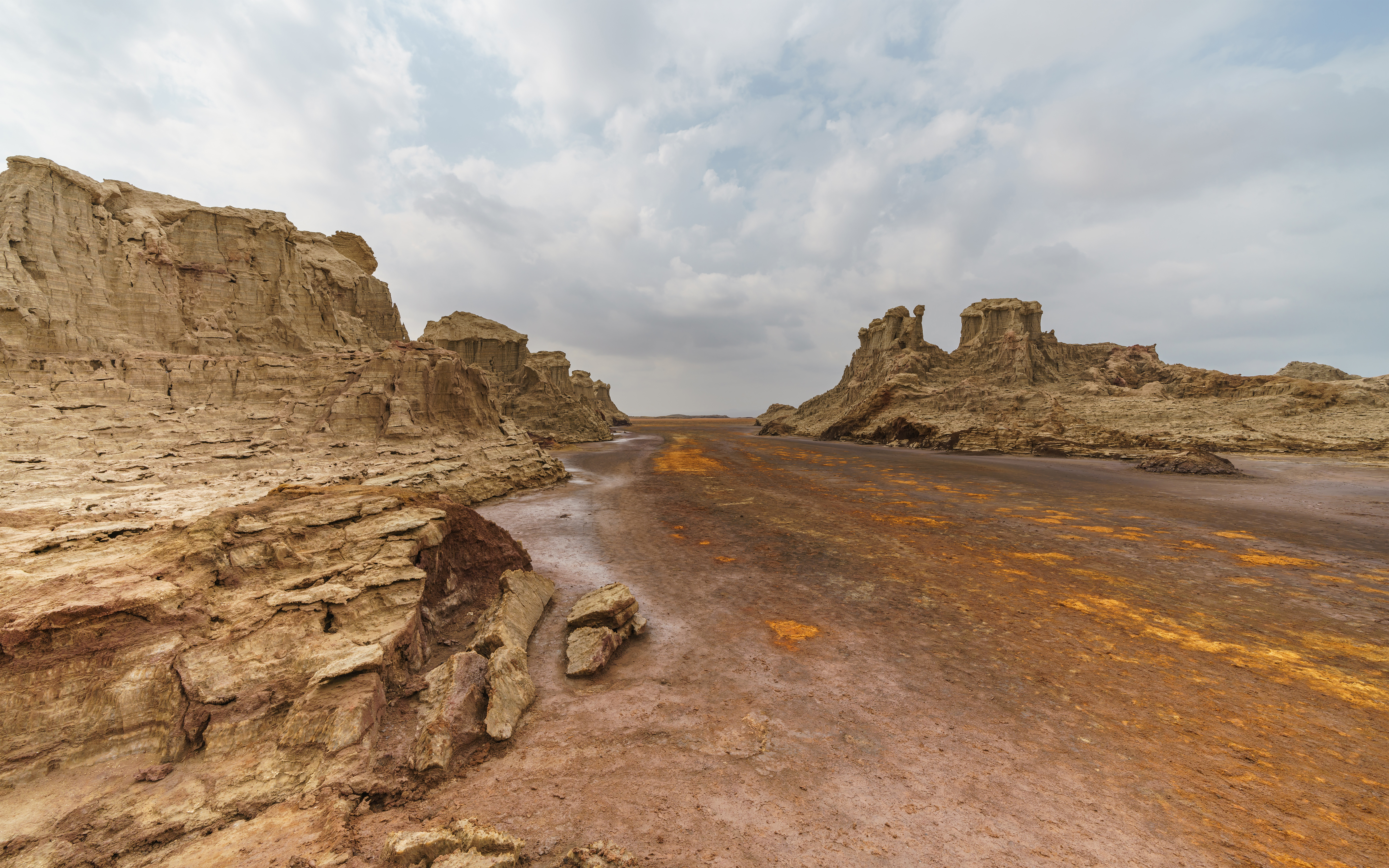
أخاديد الملح
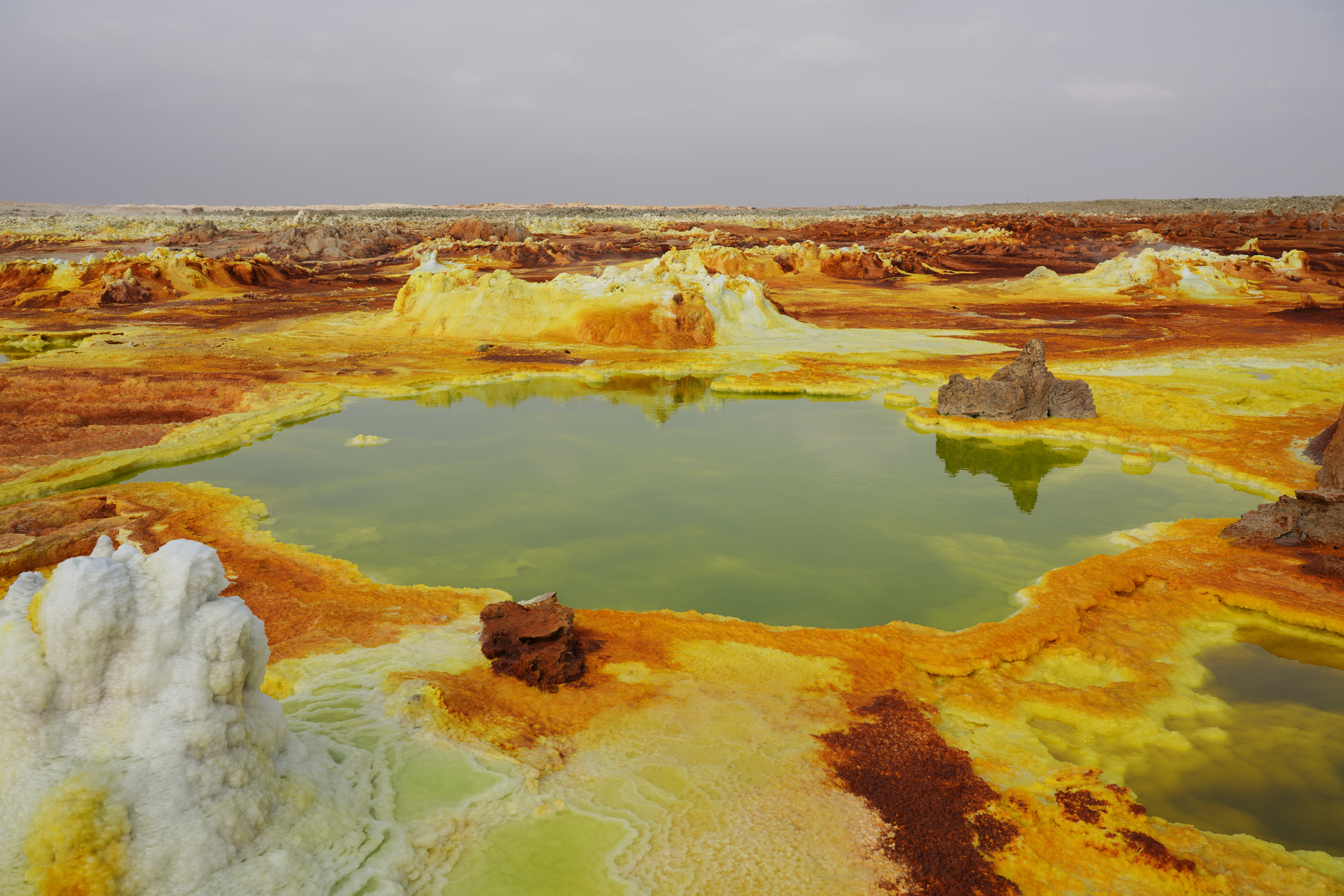
أحواض الكبريت
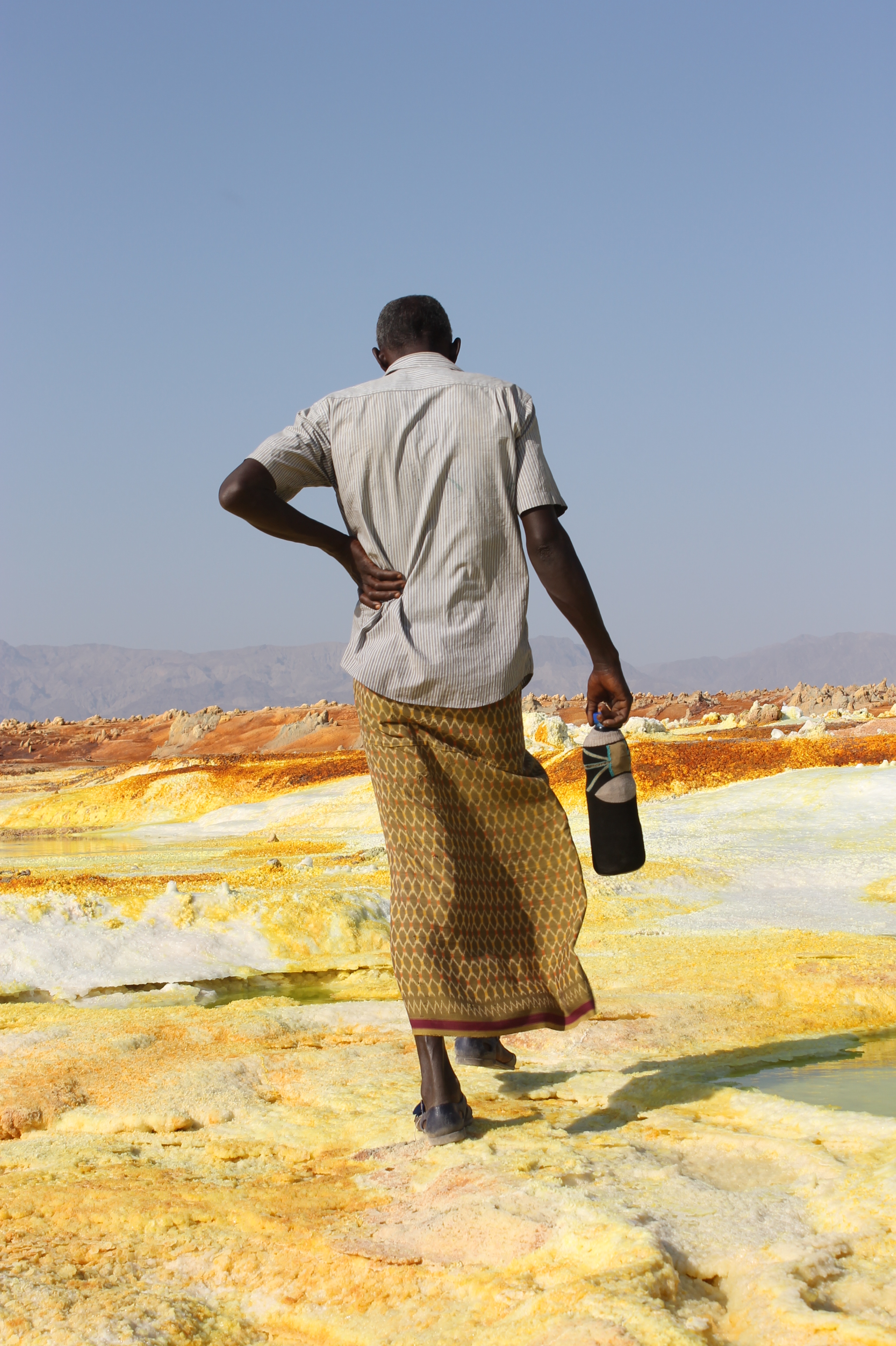
دليل سياحي يقف في دلول

## اقرأ أيضا
- حوض الملح (جيولوجيا)